# Coca (Kuchen)

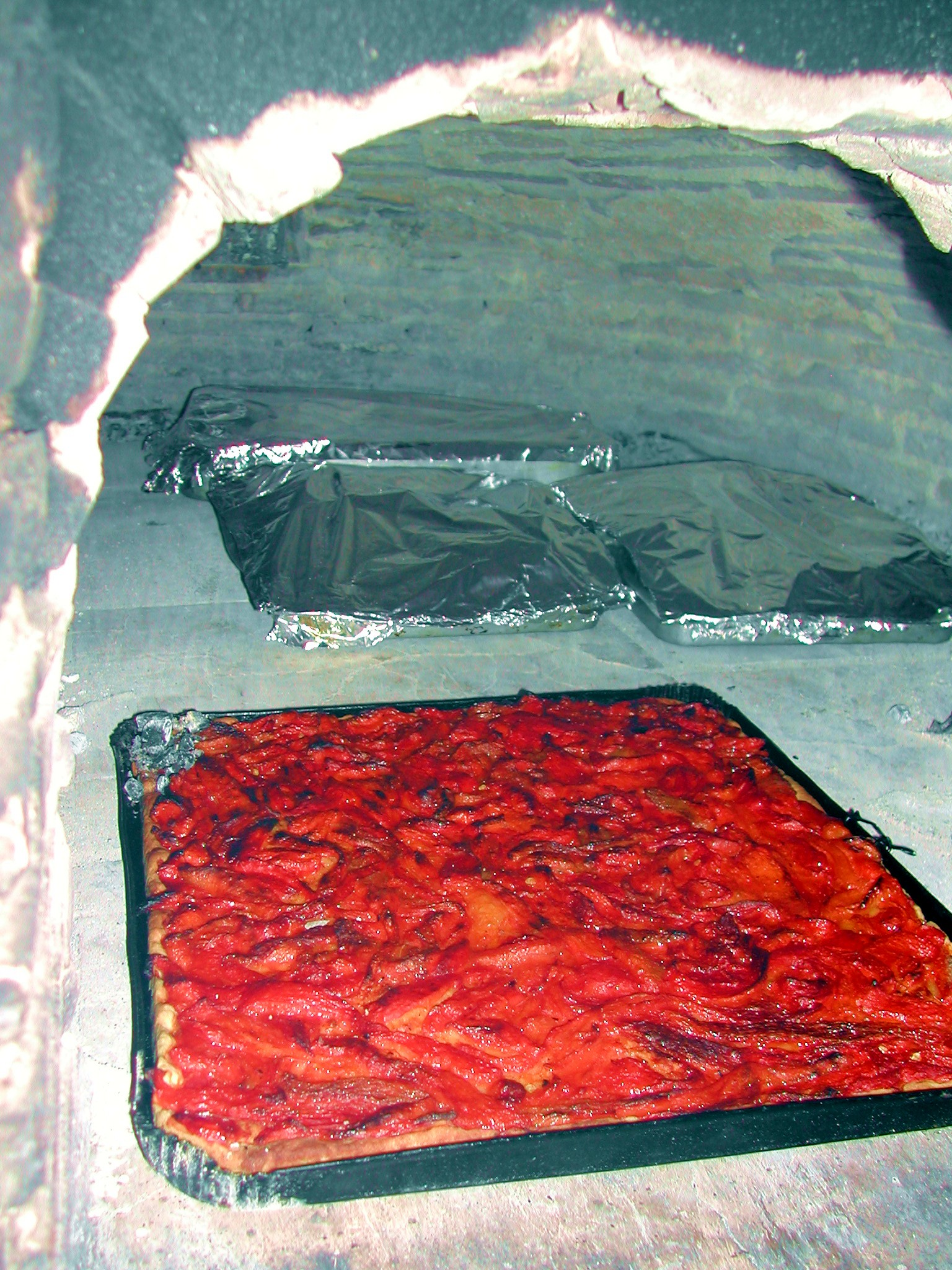
Coca amb pebres

Coca ist ein in Katalonien, Valencia, Aragón und den Balearischen Inseln sehr beliebter Blechkuchen, der ursprünglich von den Balearen kommt und deshalb häufig auch als mallorquinische Pizza bezeichnet wird. Eine Coca besteht immer aus einem Grundteig, der wahlweise mit oder ohne Hefe zubereitet werden kann. Der Teig wird dann mit Gemüse, Fisch oder Fleisch belegt. Ebenso wie nicht von der Pizza gesprochen werden kann, werden unzählige Coca-Variationen zubereitet. Es gibt herzhafte Cocas, Cocas mit dickem Teigboden, Cocas mit hauchdünnem Teig und auch süße Cocas. Häufig wird eine Coca auch einfach mit den Resten vom Vortag belegt. Im Gegensatz zur Pizza findet man auf einer Coca allerdings niemals Käse.
Einige der bekanntesten und beliebtesten Cocas sind:
- Coca amb trempó, Blechkuchen mit Paprika, Tomaten und Zwiebeln
- Coca d'espinacs, Blechkuchen mit Spinat
- Coca amb pebres, Blechkuchen mit roten Paprikaschoten und Knoblauch
- Coca amb pinxes, Blechkuchen mit Sardinen
- Coca amb sobrassada, Blechkuchen mit Sobrassada

und süße Cocas wie beispielsweise die:
- Coca de Sant Joan, zu deutsch Johanniskuchen, wird traditionell zur Johannisnacht zubereitet und ist ein mit kandierten Früchten belegter Hefeteigkuchen.
- Coca de IIardons, ein Griebenkuchen, der zur Karnevalszeit gebacken wird.